# Paula Beatriz
Paula Beatriz de Souza Cruz (Taboão da Serra, 31 de janeiro de 1971) é uma educadora, diretora escolar e ativista brasileira pelos direitos da população LGBT. É responsável pela administração da Escola Estadual Santa Rosa de Lima, no Capão Redondo, na Zona Sul de São Paulo, cargo que ocupa desde 2013.
Foi a primeira diretora trans de uma escola pública em São Paulo. Conduziu, de maneira pioneira, a mobilização em favor da inclusão de nome social de alunos(as) transexuais e travestis nas listas de chamada e nos diários de classe das escolas.

## Carreira na educação
Paula Beatriz é educadora há mais de 35 anos, formada em pedagogia e pós-graduada em gestão educacional, pela Unicamp, e em Docência no Ensino Superior, pela Universidade Estácio de Sá. 
Iniciou a carreira de professora aos 18 anos. Leciona na rede estadual de ensino de São Paulo desde 1989, quando ingressou na Escola Estadual Presidente Kennedy. Desde 2003, é diretora da E.E. Santa Rosa de Lima, com 1.000 alunos do  1° ao 5° ano  do ensino fundamental e 70 professores e funcionários.

## Ativismo
Paula tem organizado diversas atividades sobre o movimento LGBT na sua escola e na comunidade. Na escola, liderou estudos e discussões sobre pessoas LGBT no sistema educacional. Na comunidade, tem dado palestras em diversas conferências, como a TODXS Conecta e o Congresso sobre Gestão de Pessoas do Setor Público Paulista. Além do mais, é ativa e reconhecida na comunidade afrodescendente.
Em 2012, filiada ao Partido Socialismo e Liberdade, candidatou-se ao cargo de vereadora, pelo município de São Paulo tornando-se suplente.

## Prêmios e homenagens
Tem sido reconhecida por sua trajetória e seu ativismo em diversas instâncias. 
Em 2014 ganhou o 1º Prêmio Telma Lipp - categoria Educação, no IX Encontro Sudeste de Travestis e Transexuais. 
Em 2016 ganhou o Prêmio Claudia Wonder, na 4ª SPTransvisão – em comemoração ao dia 29 de janeiro, Dia da Visibilidade Trans. Também em 2016 ganhou o Prêmio  da Diversidade - 5ª Edição, na categoria Personalidade Transexual.  Em 2017 o Ministério da Educação, a Secretaria de Estado da Educação de São Paulo, a 1ª Revista da ABRAPEE (Associação Brasileira de Profissionais e Especialistas em Educação) e a Revista UOL on line publicaram matéria reconhecendo-a como a 1ª Diretora Transexual da Rede Estadual de Ensino de São Paulo. 
Em 2018 foi palestrante do Ciclo Educar Hoje - As diferentes infâncias no território, realizado pelo SESC- São Paulo.  e homenageada pela Secretaria de Estado da Educação de São Paulo pela notável participação na categoria Diversidade Sexual e de Gênero.
Em 2019, recebeu o Prêmio Ruth de Souza, oferecido pelo Conselho Estadual de Participação e Desenvolvimento da Comunidade Negra do Estado de São Paulo (CPDCN), da Secretaria da Justiça e Cidadania. O prêmio celebra líderes afro-brasileiros. Também em 2019, foi homenageada durante o ato solene organizado pelo deputado Carlos Giannazi, na ALESP, por seu ativismo LGBTQIA+.
Em 2021, recebeu o Prêmio Darcy Ribeiro de Educação, concedido pela Comissão de Educação da Câmara dos Deputados. Ainda em 2021, uma das travessas do Jardim Mitsutani, no Capão Redondo, passou a ser chamada  "Professora Paula Beatriz", por iniciativa dos próprios moradores do bairro.
Em 28 de junho de 2022, a Câmara Municipal de São Paulo, por iniciativa da vereadora Erika Hilton, concedeu-lhe o título de Cidadã Paulistana.

## Vida pessoal
De família modesta, nasceu num município da periferia da Região Metropolitana de São Paulo, recebendo o nome de Paulo. A mãe separou-se do pai quando os seis filhos do casal ainda eram pequenos.
Sua infância e adolescência foram marcadas por várias descobertas - entre elas, a de que era uma mulher trans e a de que queria ser professora.
Aos 9 anos, Paulo foi levado a um psiquiatra, por recomendação da escola. O diagnóstico foi "homossexualismo", condição que, na  época, era tida como doença, pela Organização Mundial da Saúde, e só em 1990 deixou de constar na CID (Classificação Estatística Internacional de Doenças e Problemas Relacionados com a Saúde). Começou a tomar medicamentos, o rendimento na escola caiu, o comportamento mudou, até que sua mãe, Beatriz, decidiu pôr fim ao suplício do menino e tomou uma decisão drástica: jogou todas as drogas no vaso sanitário. Ter um filho gay era OK;  mas um filho louco ou infeliz... de jeito nenhum! Dona Beatriz era servente escolar. Depois virou zeladora da Escola Estadual Presidente Kennedy e a família morou lá por cerca de sete anos lá, enquanto era construída a própria casa.  Paula Beatriz lembra que  gostava de ir para a biblioteca. "Nas férias, também ajudava na secretaria, já que a minha caligrafia era boa. Quando decidi ser professora, muitos me desincentivaram, falando que era uma profissão que pagava muito mal. Aos 18 anos, comecei a alfabetizar crianças e adultos e, em 1989, iniciei a docência. Me formei em pedagogia, fiz pós-graduação em gestão educacional e em docência no ensino superior." Sempre teve uma boa relação com sua família e se refere a sua imagem anterior como a de seu "irmão gêmeo". Não se livra de fotos antigas, nem tenta esquecer seu passado.

### Transição de gênero
Em 2007, começou o processo médico para o procedimento de readequação de sexo. Anteriormente à sua transição de gênero, Paula era coordenadora, instrutora e diretora. Sua transformação foi completada quando ainda era diretora. Ela sentia que estava confortável durante sua transição, em parte por causa do apoio de seus colegas e alunos. Por esse motivo, faz um esforço para apoiar outras pessoas em transição, na comunidade escolar. Em 2013, retificou seus documentos para o sexo feminino e alterou seu  nome civil para  Paula Beatriz de Souza Cruz.

## Filmografia
- Meu corpo é político, documentário de Alice Riff, com Fernando Ribeiro, Giu Nonato, Linn da Quebrada e Paula Beatriz. [23]
- Transgente (2019), série documental exibida pelo Canal Brasil, em seis episódios de 30'. Direção de  Adriana Dutra e Malu de Martino [24]